# Karl Gruber
Karl Gruber (n. 3 mai 1909, Innsbruck, Austria – d. 1 februarie 1995, Innsbruck, Austria) a fost un politician și diplomat austriac. În timpul celui de-al doilea război mondial, a lucrat pentru o firmă germană din Berlin. În 1945, după război, a devenit pentru scurt timp Landeshauptmann al Tirolului, apoi ministru de externe al Austriei până în 1953. 
Karl Gruber a fost ambasador austriac în Statele Unite în perioadele 1954–1957 și 1969–1972, ambasador în Spania între 1961 și 1966, ambasador în Republica Federală Germania în 1966 și ambasador în Elveția între 1972 și 1974.
Gruber a fost decorat cu Grand Decoration of Honour in Gold with Sash în 1954.